# Кам'янецьке Євангеліє
Кам'янéцьке Єва́нгеліє (Камінко-Струмилівське, Кам'янко-Струмиловське, Кам'янко-Стромилівське) — рукопис переписаний з південно-слов'янського ориґіналу з деякими рисами волинських говірок, описаний викладачем Волинської духовної семінарії Григорієм Крижанівським у праці «Рукописные евангелия киевских книгохранилищ» (1889), який подав і його мовний аналіз в журналі «Волынские Епархиальные Ведомости» (1886, ч. 17 — 18).

## Історія походження[1]
Копія Кам'янецького євангелія, яка дійшла до наших днів походить з середини XVI століття, як список, скопійований писцем з рукопису 1411 року. Останній аркуш Євангелія містить напис українським скорописом:
«От рож. Господа Бога і Спаса нашего Ісуса Христа 1411 сописася сія книга глаголемая Євангеліє тетр в богоспасаємім місті Каменці Стромилові, многогрішнем і недостойном Тимотеєм Павловичем. Отці честнії читающе сію книгу Бога ради ісправляйе где бим міл приписати строкою ілі словом. Не писа Дух, ні Ангел, но грішна і бренна рука. Чтіте отци честнії, а мене грішнаго не клиніте. Слава совершителю Христу Богу давшему по началі і конець. Амінь.»
Цілком можливо, що оригінал справді був переписаний Тимотеєм Павловичем у Кам'янці у 1411 році з якогось давнішого болгарського оригіналу. Проте в 1411 році Кам'янка ніяк не могла називатися «Каменка Стромилова», оскільки Юрій Струмило не міг ще бути в той час старостою Кам'янка і в усіх документах першої половини XV століття, які дійшли до наших днів, це місто фігурує просто як «Кам'янка». Швидше за все переписувач XVI століття відкоригував назву міста, і ми не можемо бути впевнені, чи не відкоригував він і рік створення первинного екземпляру. Не маючи інших копій Кам'янецького євангелія ми також не можемо визначити, які наближення церковнослов'янського тексту до староукраїнської мови були внесені писцем XV століття, а які — писцем XVI століття.
Євангеліє знаходилося в місті Кам'янці Струмиловій (тепер Кам'янка-Бузька) у церкві святого Миколая, а пізніше, у XVIII столітті, у церкві святого Миколая села Охлопова, про що свідчить напис зверху на 16-му аркуші. У 1830-х роках століття Євангеліє було привезено Володимирському протоієрею Севастьяну Косовичу від причту села Квасова, до якого належала і охлопівська церква, що знаходилася на межі Волині і Галичини недалеко від Кам'янки Струмилової.
У травні 1884 року настоятель Василівської церкви міста Володимира передав Євангеліє в Церковно-археологічний музей при Київській духовній академії, звідки воно пізніше потрапило в Інститут рукопису Національної бібліотеки України імені В. І. Вернадського, де і зберігається досі.

## Видання оригінального тексту
У 2019 році видано фототипічну копію рукописного «Кам'янко-Струмиловського Євангелія».